# Oreoxis trotteri
Oreoxis trotteri är en flockblommig växtart som beskrevs av Stanley Larson Welsh och S.Goodrich. Oreoxis trotteri ingår i släktet Oreoxis och familjen flockblommiga växter. Inga underarter finns listade i Catalogue of Life.